# Wilhelm Müller
Wilhelm Müller (n. 7 octombrie 1794, Dessau, Anhalt-Dessau⁠(d) – d. 30 septembrie 1827, Dessau, Anhalt-Dessau⁠(d)) a fost un poet liric german, născut în Dessau, fiul unui pantofar.
A urmat cursurile gimnaziale în orașul său natal, ajungând apoi să studieze în universitatea din Berlin, unde s-a dedicat studiilor filologice și istorice. Între 1813-1814, a participat, ca voluntar, în răscoala națională împotriva lui Napoleon. În 1817 a vizitat Italia și în 1820 și-a publicat impresiile în „Rom, Römer und Römerinnen”. În 1818 a fost numit profesor de studii clasice la școala din Dessau, iar în 1820 bibliotecar al bibliotecii ducale.